# نعيمة البزاز
نعيمة البزاز (3 مارس 1974 - 7 أغسطس2020) كاتبة مغربية هولندية، ومُحاضِرة وكاتبة مقالات وأعمدة.

## الحياة المُبكّرة
وُلدت البزاز في مدينة مكناس بالمغرب، وهاجرت إلى هولندا مع عائلتها عندما كانت في الرابعة من عمرها. بعد حصولها على شهادة النجاح في الثانوية، التحقت نعيمة بالجامعة، لكنّها انسحبت في وقتٍ ما لتبدأ مسيرتها المهنيّة في التأليف بعمر الحادية والعشرين.

## المسيرة المهنيّة
خلال إحدى محاضراتها، التقت نعيمة بالكاتب إيفون كروننبرغ الذي جعلها على اتصالٍ مباشرٍ بدور نشر محليَة في هولندا. تمكّنت نعيمة بفضلِ ذلك من نشرِ كتابها الأوّل تحتَ عنوان الطريق إلى الشمال أو الطريقُ شمالًا (بالهولندية: De weg naar het noorden). نُشر هذا الكتاب عام 1995 وحصلت نعيمة بفضله على جائزة محليّة في هولندا تُمنح لمؤلفي أدب الأطفال أو الشباب الذين يُركّزون على أطفال الأقليات في هولندا. صدرت رواية نعيمة الثانية في عام 2002 تحتَ عنوان عشيقةُ الشيطان (بالهولندية: Minnares van de duivel) وسُرعان ما أصبحت من أكثر الكتب مبيعًا ضمن قائمة الكتب التي صدرت في تلك السنة في هولندا. زادت شهرة هذه الرواية بعدما أثارت غضب عددٍ من المسيحيين والمسلمين وذلك حينما قرأت نعيمة البزاز فقرةً منها خلال برنامجٍ تلفزيونيّ شاركت فيه. بحلول أيلول/سبتمبر من العام 2006، ظهر كتابُ نعيمة الثالث والأكثر إثارة للجدل تحتَ عنوان المنبوذة (بالهولندية: De verstotene) وهو الكتاب الذي احتوى على نقدٍ صريحٍ للعقائد الدينيّة.

## تهديدات
تعرضت نعيمة للتهديد بالقتل بقنبلة موتولوف من قبل أحد جيرانها في عام 2010، وسبقت هذه المحاولة تهديدات أخرى بدءا من عام 2006، دفعتها للتوقف عن الكتابة حتى عام 2010.

## الوفاة
عانت نعيمة من الاكتئاب لسنوات عديدة، ثم أقدمت على الانتحار في السابع من آب/أغسطس 2020 وهي بعمر السادسة والأربعين.

## قائمة أعمالها
هذه قائمةٌ بأبرز أعمال نعيمة البزاز مرتبةٌ حسبَ تاريخ الإصدار:
| تاريخ الإصدار | العنوان الأصلي          | العنوان العربي       | نبذة مختصرة |
| ------------- | ----------------------- | -------------------- | --- |
| 1995          | De weg naar het noorden | الطريق إلى الشمال    | تتطرق الرواية لقضيَة الهجرة، فبطلها هو رجلٌ عاطلٌ عن العمل من المغرب يُهاجر إلى هولندا ويُحاول التكيّف مع ظروف الحياة في بيئته الجديدة.                                         |
| 2002          | Minnares van de duivel  | عشيقةُ الشيطان        | تناولت الرواية قصّة بطلةٍ تكتشفُ العالم وتخوضُ مغامراتٍ جديدة عليها بما في ذلك المغامرات «المُحرّمة» في المجتمعات المحافظة.                                                      |
| 2006          | De verstotene           | المنبوذة             | تتحدثُ الرواية عن امرأةٍ مهاجرةٍ تُقرّر الخروج من بيئتها المحافظة والعيش في بيئة أوروبية أكثر تحرّرًا                                                                            |
| 2008          | Het gelukssyndroom      | مُتلازمة السَّعادة      | رصدت نعيمة في هذه الرواية مجتمع الجيل الثاني من المهاجرين المغاربة في هولندا كاشفةً عن طبقات الفقر والعنف الممارس داخلها والصراع بين ثقافتين داخل كل إنسان في هذا المجتمع. |
| 2010          | Vinexvrouwen            | نساء فينيكس          | تتحدث الرواية عن النّساء بشكلٍ عامٍ في منطقة فينكس بهولندا. |
| 2012          | Méér Vinexvrouwen       | المزيد من نساء فينكس | كتبت نعيمة في هذه الرواية عن العادات والخيانات والأكاذيب والزيف في منطقة فينكس التي عاشت فيها في هولندا.                                                                  |
| 2013          | In dienst van de duivel | في خدمةِ الشيطان      | تُناقش هذه الرواية أيضًا مجتمع الجيل الثاني من المهاجرين الممغاربة في هولندا وكيف يتحوّل الصراع بين ثقافتين إلى عنفٍ وكراهية ويتفاقم ويفاقم حياة من هم فيه ويزيدها بؤسًا.      |